# 3125 Hay
3125 Hay (1982 BJ1) là một tiểu hành tinh vành đai chính được phát hiện ngày 24 tháng 1 năm 1982 bởi Bowell, E. ở Flagstaff (AM).